# 東德經濟
德意志民主共和國與蘇聯為首的東方集團國家一樣，同為計劃經濟體系。國家規定生產目標、價格和資源分配，生產設備幾乎都是國營。1970年代之前，東德是共產主義世界中最為安定的經濟體。1972年後，東德政府對民間的經濟活動嚴加限制。戰後蘇聯自東德拆除了眾多工廠，搬走了大量機械。加上東德统一社会党（德国共产党）被蘇聯要求不得亲近西欧和美国，因此未加入马歇尔計劃。並且德國的大部分煤炭和鐵礦資源也集中在西德。至此从1951年開始，東德實施了其的第一個五年計劃。有资料显示，1989年時，東德人的實際收入只有西德的不到三分之一或者比西德少约100到2000美元/年，尽管数据不一，但公认东德的实际生活水平低于西德，尤其在商品供应和品質方面。雖然如此，在1950年代至1960年代期間，東德經濟明顯成長（7%增长率）。各種消費品得到普及，并在西德废除配给制后4年左右废除配给制，居住環境也得到改善（但部分地区由于矿产、接受西德垃圾等原因环境恶化，部分地区因为苏联驻扎军队频繁演习而遭受噪声污染）。東德公民享有東方集團最高的生活水準，並且東德被視為重要先進國之一（十大工业国之一）。从70年代直到在80年代末期，经济发展速度开始变慢，1989年仅为2.7％（1985年为4.5％~5％，为东德80年代中较高发展的一年），1990年，东德政治随大选而来的政党更迭风云突变，后并入联邦德国，东德随之成为历史名词，其原人民企业也被较先进的西德企业所取代，虽然西德采用团结税等政策来建设较落后的东德，但成效今天（2014年）仅仅使东德经济成为全德国平均水平的八成左右（全德国，包括原东德地区的平均值），因此出现居民怀念东德时期的生活现象，被称为Ostalgie，04年这种现象最为明显。